# Mnichovo Hradiště
Mnichovo Hradiště là một thị trấn thuộc huyện Mladá Boleslav, vùng Středočeský, Cộng hòa Séc.